# Ostfrieslandkrimis
Ostfrieslandkrimis è una serie televisiva tedesca di genere poliziesco, prodotta da Schiwago Film   e in onda dal 2017 sull'emittente ZDF. Protagoniste della serie, nel ruolo del commissario Comm. Ann Kathrin Klaasen,  sono le attrici Christiane Paul, Julia Jentsch e Picco von Groote; altri interpreti principali sono  Christian Erdmann, Barnaby Metschurat, Peter Heinrich Brix, Kai Maertens e Andreas Pietschmann.
Della serie sono andati in onda 7 episodi in formato di film TV: il primo episodio, fu trasmesso in prima visione il 1º aprile 2017. .

## Trama
Il commissario Ann Kathrin Klaasen indaga sui casi di omicidio che avvengono a Norddeich, un luogo di villeggiatura della Bassa Sassonia che si affaccia sul Mare del Nord. Suoi colleghi sono i commissari Weller e Rupert; Weller è anche il nuovo fidanzato di Ann, che è divorziata da Hero Klaasen.
Oltre a doversi occupare dei cruenti casi di omicidio, Ann è anche tormentata dalla misteriosa morte del padre, che le appare di continuo come visione.

## Personaggi e interpreti
- Commissario Ann Kathrin Klaasen, interpretata da Christiane Paul (ep. 1-3), Julia Jentsch (ep. 4-6) e Picco von Groote (ep 7-presente).[2][3]
- Commisssario Frank Weller, interpretato da Christian Erdmann. È al contempo collega e fidanzato di Ann Kathrin.[3]
- Hero Klaasen, interpretato da Andreas Pietschmann. È l'ex-marito di Ann Kathrin.[3]

## Episodi
| Nr | Titolo originale | Titolo italiano | Prima TV Germania                                | Prima TV Italia |
| -- | ---------------- | --------------- | ------------------------------------------------ | --------------- |
| 1  | Ostfriesenkiller | inedito         | 1º aprile 2017                                   | inedito         |
| 2  | Ostfriesenblut   | inedito         | 29 dicembre 2018                                 | inedito         |
| 3  | Ostfriesensünde  | inedito         | 2 febbraio 2019                                  | inedito         |
| 4  | Ostfriesengrab   | inedito         | 15 febbraio 2020                                 | inedito         |
| 5  | Ostfriesenangst  | inedito         | 20 marzo 2021                                    | inedito         |
| 6  | Ostfriesensühne  | inedito         | 26 marzo 2022 (streaming)/2 aprile 2022 (TV)     | inedito         |
| 7  | Ostfriesenmoor   | inedito         | 28 gennaio 2023 (streaming)/4 febbraio 2023 (TV) | inedito         |

## Ascolti
L'episodio più seguito è stato il settimo, intitolato Ostfriesenmoor e trasmesso il 4 aprile 2023, che fu seguito da 7,71 milioni di telespettatori. In quell'occasione, vennero superati gli ascolti del primo episodio datato 1º aprile 2017, che era stato seguito da 7,58 milioni di telespettatori.